# Cerere și ofertă

Teoria cererii și a ofertei descrie modul în care prețurile variază ca rezultat al echilibrului dintre disponibilitatea produsului la un anumit preț (al ofertei) și dorințele celor cu putere de cumpărare la un anumit preț (al cererii). Graficul descrie o creștere a cererii de la D_{1} la D_{2} și creșterea consecventă a prețului și a cantității cerute pentru atingerea punctului de echilibru al pieței pe curba ofertei.

Cererea și oferta este un model economic din teoria economică dezvoltat de Antoine Augustin Cournot, publicat în 1838. În 1868 Alfred Marshall a încercat să utilizeze acest model pentru a explica economiile competitive și a face predicții asupra prețului și a cantității de bunuri produse.

## Cerere
Cererea reprezintă nevoile de bunuri si servicii care se satisfac prin intermediul pietei, adică prin vânzare-cumpărare. Cererea are drept suport puterea de cumpărare a oamenilor; de aceea, ea exprimă , în același timp, cantitatea de bunuri si servicii cerute, la un moment dar, la prețurile existente, considerând date veniturile și preferințele cumpărătorilor.
Cererea poate fi
- individuală, adică din partea unui singur cumpărător la un bun economic sau la altul;
- totală, adică din partea tuturor cumpărătorilor la bunul sau serviciul respectiv;
- agregată sau globală care exprimă ansamblul cererii din partea tuturor cumpărătorilor și la toate bunurile și serviciile existente; aceasta se exprimă în forma bănească, fiind astfel posibile măsurarea și compararea.

Cererea, ca volum, structura și nivel al cerințelor de consum, se schimbă de la o perioadă sau alta, având, deci, un caracter dinamic. Principalii factori de care depinde dinamica cererii sunt: nevoile, venitul si prețul.
Relația dintre cheltuielile de consum și venit a fost analizată în sec al XIX-lea pentru prima dată, de către E.Engel și poartă denumirea de "curba lui Engel". Cercetând bugetele de familie din mai multe țări, acesta a desprins concluzia potrivit căreia importanța relativă a diferitelor cheltuieli de consum în raport cu venitul se modifică diferit. Astfel, s-a observat, că atunci când venitul crește, ponderea cheltuielilor pentru alimente scade, ponderea cheltuielilor pentru îmbrăcăminte și locuință este relativ constantă, iar ponderea cheltuielilor pentru servicii (educație, cultură etc.) crește.
Cererea se află în raport invers proporțional fata de preț: când prețul crește, cererea scade, deoarece la un venit dat posibilitatea de cumpărare se micșorează; când prețul scade, cererea crește.
Legea cererii exprimă relația dintre cerere și preț, în cadrul căreia cererea evolueză în sens invers față de preț.

## Ofertă
Oferta reprezintă cantitatea de bunuri sau servicii pe care un agent economic este dispus să o ofere spre vânzare într-o anumită perioadă de timp. Oferta ca și cererea se referă la un preț anume, și poate fi privită ca ofertă a unui bun, a unei industrii, a unei firme și ca ofertă totală de piață. Desigur, în funcție de nivelul cererii, cantitatea care se vinde efectiv poate să difere de cantitatea oferită.

### Oferta pasiva
Se manifestă atunci când modificarea procentuală a ofertei o depășește pe cea a prețului. De exemplu, dacă prețul crește cu 10%, oferta sporește cu mai mult de 10%.
Elasticitatea ofertei se măsoară cu ajutorul coeficientului elasticității care exprimă gradul modificării ofertei în funcție de schimbarea prețului:
unde: 
{\displaystyle {\frac {Kec}{p}}={\frac {-\Delta C}{\Delta P}}={\frac {-[{\frac {(C_{1}-C_{0})}{C_{0}}}]}{[{\frac {(P_{1}-P_{0})}{P_{0}}}]}}}
Keo/p - coeficientul de elasticitate a ofertei în funcție de preț;
ΔO - variația ofertei unui bun economic;
ΔP - variația prețului unui bun economic;
O1 - oferta la nivelul curent;
O0 - oferta la nivelul de bază;
P1 - prețul la nivelul curent;
P0 - prețul la nivelul de bază.

## Articole conexe
- Acceptare
- Cerere și ofertă
- Contraofertă
- Ofertă (declarație de intenție)
- Ofertă și acceptare
- Ofertă specială